# GRATITUDE
『GRATITUDE』（グラティチュード）は、2014年4月1日から2015年3月31日までJ-WAVEで放送されていたラジオ番組。

## 放送時間
- 月曜-木曜日 14:00-16:30

## ナビゲーター
- レイチェル・チャン

## 主なコーナー
- 14:15 - TOKYO GROUWS

東京の動きをさまざまな視点で切り取り、発信するコーナー。
- 14:40 - WORLD CITY CALL

世界の各都市の“旬な街情報”を発信するコーナー。
- 14:40 - SECRET NOTES[1]

ミニ番組。ピアニストの西村由紀江が、音楽家たちの様々なエピソードを紹介する。
- 15:30 - MUSIC BREATH

東京の街を、国内外のアーティスト達とサウンドデザインするコーナー。